# 魯斯科

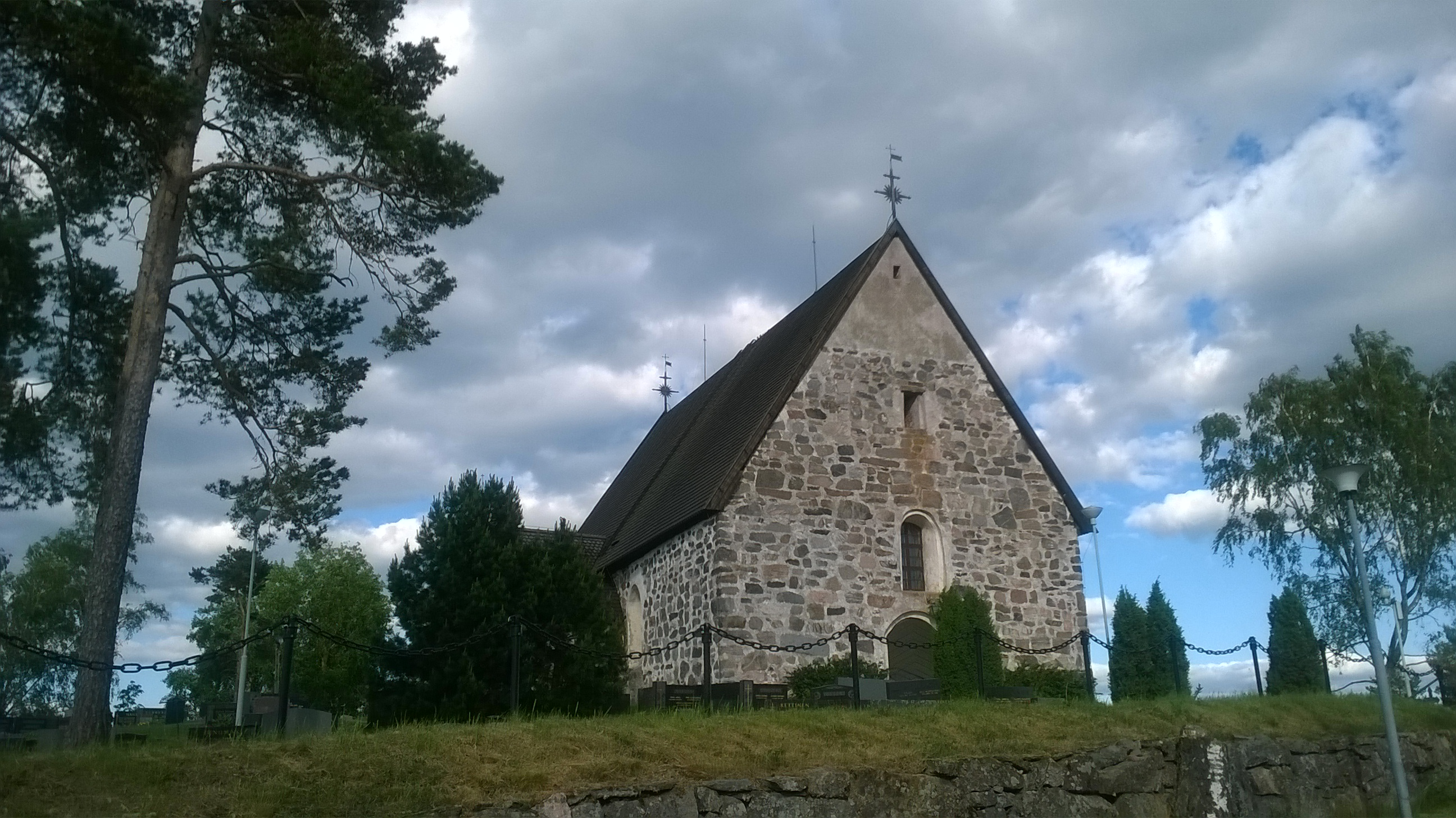
鲁斯科教堂

魯斯科（芬蘭語：Rusko）是芬蘭的市鎮，位於該國南部，由西南芬蘭區負責管轄，距離圖爾庫11公里，面積128平方公里，2013年人口5,870，人口密度為每平方公里46.2人。

## 外部連結
- Municipality of Rusko （页面存档备份，存于） – Official website （文）